# Gomesa herzogii
Gomesa herzogii är en orkidéart som först beskrevs av Rudolf Schlechter, och fick sitt nu gällande namn av Emil Lückel. Gomesa herzogii ingår i släktet Gomesa och familjen orkidéer. Inga underarter finns listade i Catalogue of Life.